# Lò bo
Lò bo hay còn gọi lò bo lọng (danh pháp khoa học: Brownlowia denysiana) là một loài thực vật có hoa trong họ Cẩm quỳ. Loài này được Pierre mô tả khoa học đầu tiên năm 1888.